# ロジャー・ラビット (コンピュータゲーム)
『ロジャー・ラビット』は、1989年2月16日にファミリーコンピュータ ディスクシステム用に発売されたコンピュータゲームソフトである。

## 概要
タッチストーン・ピクチャーズ制作の映画『ロジャー・ラビット』のキャラクターが起用されている。北米では版権の問題からキャラクターがバッグス・バニーに置き換えられ、NES用ソフトとして『The Bugs Bunny Crazy Castle』のタイトルでリリースされている。
また、半年後の1989年9月5日にはゲームボーイ用ソフトとして『ミッキーマウス』がリリースされており、こちらはキャラクターがウォルト・ディズニー・カンパニーのミッキーマウスに差し替えられているが、基本ルールはディスクシステム版『ロジャー・ラビット』とほぼ同一内容である。こちらも北米においてはキャラクターとしてミッキーマウスではなくバッグス・バニーが使用され、NES版と同じ『The Bugs Bunny Crazy Castle』のタイトルで発売されている。
本項では上記全ての作品について解説する。

## ゲーム内容
全60ステージを進行していく面クリア型のアクションゲーム。ロジャー・ラビットを操作し、通路や階段を行き来しながら各ステージに散らばっているハートを探し、全てのハートを獲得すればステージクリアとなる。ハートを獲得するごとに100点、ステージクリアするごとにエクステンドがある。
各ステージ中には敵キャラクターが徘徊しており、自機がそのまま接触すると1ミスとなる。ロジャー・ラビットはそのままでは攻撃手段を持たないが、ステージに設置されているグローブや錘などの攻撃アイテムを使用することで敵キャラクターを倒すことができる。ジャンプアクションは不可能なため、アイテムがない場合は階段などを利用して敵キャラクターを誘導し回避する必要がある。グローブで敵を倒すと500点、錘など横に押すアイテムで敵を倒すと1000点が入る。
セーブ機能は無いが、ステージクリア時に英数字4文字のパスワードが表示され、ゲーム開始時にパスワードを入力することでパスワードを取得したステージからゲームを再開できる。

## 移植版
| No. | タイトル                                   | 発売日                 | 対応機種     | 開発元           | 発売元                  | メディア                  | 型式                        | 売上本数 | 備考                     |
| --- | ------------------------------------------ | ---------------------- | ------------ | ---------------- | ----------------------- | ------------------------- | --------------------------- | -------- | ------------------------ |
| 1   | ミッキーマウス The Bugs Bunny Crazy Castle | 1989年9月5日 1990年3月 | ゲームボーイ | コドブキシステム | コトブキシステム 任天堂 | 512キロビットロムカセット | DMG-MMA DMG-BB-USA          | -        |                          |
| 2   | バックス・バニーコレクション               | 1997年12月19日         | ゲームボーイ | コトブキシステム | コトブキシステム        | ロムカセット              | DMG-AWBJ-JPN DMG-AWBJ-JPN-1 | -        | スーパーゲームボーイ対応 |

### リメイク版
バックス・バニーコレクション
1997年に発売されたゲームボーイ用ソフト。北米ゲームボーイ版『The Bugs Bunny Crazy Castle』と続編『The Bugs Bunny Crazy Castle II』がカップリングされ、スーパーゲームボーイに対応したもの。日本で発売された作品だがキャラクターは北米版のバッグス・バニーが使用されている。

## スタッフ
- プログラム：道浦忍　音楽：増野宏之

## 評価
ファミリーコンピュータ版
- ゲーム誌『ファミコン通信』の「クロスレビュー」では合計23点となっている[2]。

- ゲーム誌『ファミリーコンピュータMagazine』の読者投票による「ゲーム通信簿」での評価は以下の通りとなっており、14.69点（満25点）となっている[5] 。

| 項目 | キャラクタ | 音楽 | 操作性 | 熱中度 | お買得度 | オリジナリティ | 総合  |
| 得点 | 3.25       | 2.89 | 2.96   | 3.78   | -        | 3.81           | 14.69 |

- ゲーム誌『ユーゲー』では、「ステージ内を逃げ回りながらアイテムを回収する、という果てしなく地味なもので、ロジャーのアクションにもまるっきり覇気がない」と評している[7]。

ゲームボーイ版
- ゲーム誌『ファミコン通信』の「クロスレビュー」では合計21点となっている[3]。

- ゲーム誌『ファミリーコンピュータMagazine』の読者投票による「ゲーム通信簿」での評価は以下の通りとなっており、19.20点（満25点）となっている[1]。

| 項目 | キャラクタ | 音楽 | 操作性 | 熱中度 | お買得度 | オリジナリティ | 総合  |
| 得点 | 3.57       | 3.15 | 3.20   | 3.10   | 3.10     | 3.08           | 19.20 |

## 続編
このシリーズは通称クレイジーキャッスルシリーズと称され、同一内容でも発売される地域やプラットフォームにより異なるキャラクターが使用されている。日本においては1990年代前半の多くの作品でミッキーマウスが起用されている一方、北米ではバッグス・バニーの起用を中心としている。
シリーズ初期は日本での展開では「クレイジーキャッスル」という名称は使用されていなかったが、ゲームボーイ用ソフト『バックス・バニー クレイジーキャッスル3』、ゲームボーイカラー用ソフト『バックス・バニー クレイジーキャッスル4』およびゲームボーイアドバンス用ソフト『ウッディー・ウッドペッカー クレイジーキャッスル5』の3作品は日本においても作品タイトルにクレイジーキャッスルの名を明記している。